# البلد الأمين
البَلَدُ الأمين وَالدّرعُ الحَصين من الأدعية والأعمال والأوراد والأذكار كتاب من تأليف إبراهيم بن علي العاملي الكفعمي (840 - 905هـ) مؤلف كتاب مصباح الكفعمي، ويُعتبر مصدراً يرجع إليه الكثير من الشيعة في الشأن العبادي، وهو أقدم تأليفاً من كتابه جُنة الأمان الواقية وجَنة الإيمان الباقية المعروف بالمصباح، وأكبر منه بكثير لاشتماله على جميع ما اشتمل عليه المصباح من الأدعية، والأحراز، والتسبيحات، والرّقيّات، والتّحصينات، والزيارات، والصلوات، والاستخارات، والاستغاثات، وأعمال السنة والشهور والأسابيع والساعات مع زيادات في هذا الكتاب.

## مؤلف الكتاب
المؤلف هو الشيخ تقي الدين إبراهيم بن زين الدين علي الحارثي اللويزي الجبعي ، أحد علماء القرن العاشر الهجري، وُلد في (كفعم) إحدى قرى جبل عامل في لبنان. كان محدّثاً، أديباً، وشاعراً، وكان من كبار الشخصيات الشيعية في عصره. كان ذا مهارة وفنّ في الفصاحة والبلاغة، وكان متضلّعاً في علوم شتى.
وله عدّة مؤلفات تركها في فنون مختلفة.

## قيمة الكتاب ومكانته
أورد إبراهيم بن علي الكفعمي فيه أنواع الأدعية والأوراد والأذكار والأحراز وما يناسب المناسبات والحوادث. اعتمده المجلسي في كتابه بحار الأنوار وغيره أيضاً في كتب الادعية والتقاويم والأحراز، ومنهم عباس القمي في مفاتيح الجنان.